# 비잔티움의 폴리카르포스 1세
폴리카르포스 1세 ( 그리스어 : Πολύκαρπος Α', ? – 89)는 비잔티움의 주교였다. 그는 69년에 오네시모 주교의 뒤를 이어 89년에 사망할 때까지 주교의 직무를 수행했다. 그의 마지막 8년(81년부터)은 도미티아누스 황제가 기독교인을 박해하던 때였다. 그의 성유물은 아기로폴리스 대성당에 보관되어있다.